# Worth County, Iowa
Worth County är ett administrativt område i delstaten Iowa, USA. År 2010 hade countyt 7 598  invånare. Den administrativa huvudorten (county seat) är Northwood. 

## Historia
Worth County grundades 1851. Det namngavs för Major General William Jenkins Worth (1749—1849), en officer i både Black Hawk-kriget och det Mexikanska kriget.

## Geografi
Enligt United States Census Bureau har countyt en total area på 1 040 km². 1 036 km² av den arean är land och 4 km² är vatten.

### Angränsande countyn
- Freeborn County, Minnesota - norr
- Mower County, Minnesota - nordost
- Mitchell County - öst
- Cerro Gordo County - söder
- Winnebago County - väst

### Städer och samhällen
- Bolan
- Fertile
- Grafton
- Hanlontown
- Joice
- Kensett
- Manly
- Northwood (huvudort)